# Cougars de Charleston
Les Cougars de Charleston sont un club omnisports universitaire du College of Charleston à Charleston, en Caroline du Sud. Les équipes des Cougars participent aux compétitions universitaires organisées par la National Collegiate Athletic Association. Charleston fait partie de la division Coastal Athletic Association. 

## Disciplines
L'université entretient 21 équipes sportives dont des équipes masculines et féminines de basket-ball, de cross country, de golf, des équipes mixtes de voile, de football, de natation, de plongeon et de tennis; des équipes féminines d'équitation, de beach volley, de softball, d'athlétisme et de volleyball; ainsi qu'une équipe masculine de baseball. Les Cougars participent à la Division I de NCAA Division I.